# Lilli Schwarzkopf
Lilli Schwarzkopf (Nowopokrowka, Kirgizië, 28 augustus 1983) is een Duitse atlete, die gespecialiseerd is in de zevenkamp. Ze nam tweemaal deel aan de Olympische Spelen.

## Biografie
Haar beste prestatie leverde Schwarzkopf op 17 juni 2007 met het winnen van het EK zevenkamp onder 23 jaar in Ratingen met 6343 punten. Ze versloeg hiermee Jennifer Oeser (zilver - 6250 punten) en Sonja Kesselschläger (brons - 6184 punten).
In 2004 werd ze Duits kampioene zevenkamp met 6125 punten. Op het Europees kampioenschap voor neo-senioren 2005 in Erfurt won ze een zilveren medaille met 6196 punten achter de Nederlandse Laurien Hoos, die met 6291 punten het goud pakte. Kort hierna deed ze mee aan de wereldkampioenschappen atletiek 2005 in Helsinki, waar ze dertiende werd met 5993 punten.
In 2006 won Lilli Schwarzkopf een bronzen medaille op het Europees kampioenschap in Göteborg met een nieuw persoonlijk record van 6420 punten. Ze vertegenwoordigde Duitsland op de wereldkampioenschappen atletiek 2007 in Osaka. Daar brak ze op de 100 m horden, speerwerpen en het hoogspringen haar persoonlijke records een behaalde met 6439 punten een nieuw persoonlijk record op de zevenkamp.
Op de Olympische Spelen van 2008 in Peking werd ze bij de zevenkamp zevende met 6465 punten. Deze wedstrijd werd gewonnen door de Oekraïense Natalja Dobrynska met 6733 punten.
In 2009 moest zij tijdens de zevenkamp op de wereldkampioenschappen in Berlijn de strijd na drie onderdelen staken vanwege een blessure aan haar hielbeen. Bij de Olympische Zomerspelen 2012 in Londen ging het haar beter af. Met een puntentotaal van 6649 won ze een zilveren medaille achter de Britse Jessica Ennis (goud; 6955) en voor de Russische Tatjana Tsjernova (brons; 6628).
Schwarzkopf traint bij LC Paderborn onder begeleiding van haar vader Reinhold Schwarzkopf.

## Titels
- Duits kampioene zevenkamp - 2004
- Duits kampioene vijfkamp (indoor) - 2007, 2008

## Persoonlijke records
Outdoor
| Onderdeel    | Prestatie    | Datum             | Plaats   |
| ------------ | ------------ | ----------------- | -------- |
| 200 m        | 24,72 (+1,3) | 16 juli 2011      | Ratingen |
| 800 m        | 2.09,63      | 25 juni 2006      | Ratingen |
| 100 m horden | 13,26 (+0,9) | 3 augustus 2012   | Londen   |
| hoogspringen | 1,85 m       | 14 augustus 2014  | Zürich   |
| verspringen  | 6,34 m       | 17 juni 2007      | Ratingen |
| kogelstoten  | 15,06 m      | 27 juni 2015      | Ratingen |
| speerwerpen  | 55,25 m      | 21 juni 2009      | Ratingen |
| zevenkamp    | 6649 p       | 3/4 augustus 2012 | Londen   |

Indoor
| Onderdeel    | Prestatie | Datum           | Plaats            |
| ------------ | --------- | --------------- | ----------------- |
| 800 m        | 2.16,59   | 27 januari 2008 | Frankfurt-Kalbach |
| 60 m horden  | 8,53 s    | 21 januari 2012 | Ludwigshafen      |
| hoogspringen | 1,81 m    | 27 januari 2008 | Frankfurt-Kalbach |
| verspringen  | 6,35 m    | 28 januari 2007 | Frankfurt-Kalbach |
| kogelstoten  | 14,83 m   | 27 januari 2008 | Frankfurt-Kalbach |
| vijfkamp     | 4641 p    | 27 januari 2008 | Frankfurt-Kalbach |

## Palmares

### zevenkamp
- 2002: 6e WK U20 - 5597 p
- 2005: 13e WK - 5993 p
- 2006:  EK - 6420 p
- 2006:  IAAF World Combined Events Challenge - 19168 p
- 2007:  Mehrkampf-Meeting Ratingen - 6427 p
- 2007: 5e WK - 6343 p
- 2008:  Mehrkampf-Meeting Ratingen - 6536 p
- 2008: 7e OS - 6379 p
- 2009: DNF WK
- 2011: 5e WK - 6321 p (na DQ Tatjana Tsjernova)
- 2012: 5e Hypomeeting - 6461 p
- 2012:  OS - 6649 p
- 2014:  Mehrkampf-Meeting Ratingen - 6426 p

- Gemeinsame Normdatei: 136868134
- World Athletics: 14279763
- International Standard Name Identifier: 0000 0000 5875 4703
- Virtual International Authority File: 81142112